# Frigyes Hidas
Frigyes Hidas (født 25. maj 1928 i Budapest, Ungarn - død 7. marts 2007) var en ungarsk komponist og direktør. 
Hidas studerede komposition på Franz Liszt Musikkonservatoriet i Budapest hos János Viski. Han har skrevet to symfonier, orkesterværker, kammermusik, koncertmusik, balletmusik, operaer, korværker, sange etc. 
Hidas var også direktør for National Teatret (1951-1966), og Operette Teatret (1974-1979) i Budapest. Han specialiserede sig i blæsermusik og brassbandmusik. Han levede i slutningen af sit liv primært som freelancekomponist. 

## Udvalgte værker
- Symfoni nr. 1 (1960) - for orkester
- Symfoni "Red Havet" (nr. 2) (1998) - for symfonisk brassband
- obokoncert (1951) - for obo og orkester
- Klaverkoncert (1972) - for klaver og orkester
- Symfonisk sats (2002) - for brassband
- Tubakoncert (1996) - for tuba og brassband